# Municipio de Hubbard (condado de Polk)
El municipio de Hubbard (en inglés: Hubbard Township) es un municipio ubicado en el condado de Polk en el estado estadounidense de Minnesota. En el año 2010 tenía una población de 75 habitantes y una densidad poblacional de 0,7 personas por km².

## Geografía
El municipio de Hubbard se encuentra ubicado en las coordenadas 47°32′59″N 96°46′59″O / 47.54972, -96.78306. Según la Oficina del Censo de los Estados Unidos, el municipio tiene una superficie total de 106.97 km², de la cual 106,86 km² corresponden a tierra firme y (0,09 %) 0,1 km² es agua.

## Demografía
Según el censo de 2010, había 75 personas residiendo en el municipio de Hubbard. La densidad de población era de 0,7 hab./km². De los 75 habitantes, el municipio de Hubbard estaba compuesto por el 85,33 % blancos, el 2,67 % eran amerindios, el 9,33 % eran de otras razas y el 2,67 % eran de una mezcla de razas. Del total de la población el 12 % eran hispanos o latinos de cualquier raza.